# Zoltán Horváth
Zoltán Horváth (12. března 1937 Balatonfüred, Maďarsko – 12. června 2025 Budapešť) byl maďarský sportovní šermíř, který se specializoval na šerm šavlí.
Maďarsko reprezentoval v padesátých a šedesátých letech. Na olympijských hrách startoval v roce 1960 v soutěži jednotlivců a družstev a v roce 1964 v soutěži družstev. V soutěži jednotlivců získal na olympijských hrách 1960 stříbrnou olympijskou medaili. V roce 1962 získal titul mistra světa v soutěži jednotlivců. S maďarským družstvem šavlistů vybojoval na olympijských hrách 1960 zlatou olympijskou medaili a v roce 1957, 1958 a 1966 získal s družstvem titul mistra světa.